# واریانس
وردایی یا واریانس (به انگلیسی: Variance) در نظریه احتمالات و آمار، نوعی سنجش پراکندگی است.
مقدار واریانس با میانگین‌گیری از مربع فاصله مقدار محتمل یا مشاهده شده با مقدار مورد انتظار محاسبه می‌شود. در مقایسه با میانگین می‌توان گفت که میانگین مکان توزیع را نشان می‌دهد، در حالی که واریانس مقیاسی است که نشان می‌دهد که داده‌ها حول میانگین چگونه پخش شده‌اند. واریانس کمتر بدین معنا است که انتظار می‌رود که اگر نمونه‌ای از توزیع مزبور انتخاب شود مقدار آن به میانگین نزدیک باشد. یکای واریانس مربع یکای کمیت اولیه می‌باشد. ریشه دوم واریانس که انحراف معیار نامیده می‌شود دارای واحدی یکسان با متغیر اولیه است.
واریانس یا وردایی عددی است که نشان می‌دهد چگونه یک سری داده حول مقدار میانگین پخش می‌شوند. برای تعریف واریانس اگر فرض کنیم که متغیر تکی {\displaystyle X} دارای توزیع {\displaystyle p(x)} است و متوسط توزیع جمعیت آن را با {\displaystyle \mu } نشان دهیم آنگاه واریانس این جمعیت به صورت زیر تعیین می‌شود:
{\displaystyle Var(X)=\sigma ^{2}\equiv \left\langle (X-\mu )^{2}\right\rangle }
حال اگر یک توزیع مجزا داشته باشیم که هر مجموعه داده در آن، دارای احتمال {\displaystyle p(x)} باشد، واریانس به صورت زیر محاسبه می‌شود:
{\displaystyle \sigma ^{2}=\sum _{i=1}^{N}p(x_{i})(x_{i}-\mu )^{2}}
اما در بیشتر موارد توزیع حاکم بر داده‌ها مشخص نیست در این حالت واریانس را به صورت زیر تخمین می‌زنیم:
{\displaystyle S_{N}^{2}\equiv {\frac {1}{N}}\sum _{i=1}^{N}(x_{i}-{\overline {x}})^{2}}
در این رابطه {\displaystyle {\overline {x}}} میانگین (امید ریاضی) داده‌هاست که خود از رابطهٔ زیر حساب می‌شود:
{\displaystyle {\overline {x}}={\frac {1}{N}}\sum _{i=1}^{N}x_{i}={\frac {x_{1}+x_{2}+\cdots +x_{N}}{N}}}
البته باید توجه داشت که تخمین فوق یک تخمین دقیق و بدون خطا برای واریانس نیست لذا برای از بین بردن این خطا در تخمین از واریانس تصحیح شده‌استفاده می‌کنیم که به صورت زیر تعریف می‌گردد
{\displaystyle S_{N-1}^{2}\equiv {\frac {1}{N-1}}\sum _{i=1}^{N}(x_{i}-{\overline {x}})^{2}}

## تعریف
اگر {\displaystyle \mu =\operatorname {E} (X)}، امید ریاضی (میانگین) متغیر کاتوره‌ای {\displaystyle X} باشد، آنگاه واریانس {\displaystyle X} برابر خواهد بود با:
{\displaystyle {\begin{aligned}\operatorname {Var} (X)&=\operatorname {E} [(X-\mu )^{2}]\\&=\operatorname {E} [X^{2}-2\mu X+\mu ^{2}]\\&=\operatorname {E} [X^{2}]-2\mu \,\operatorname {E} [X]+\mu ^{2}\\&=\operatorname {E} [X^{2}]-2\mu ^{2}+\mu ^{2}\\&=\operatorname {E} [X^{2}]-\mu ^{2}\\&=\operatorname {E} [X^{2}]-(\operatorname {E} [X])^{2}.\end{aligned}}}
برای به خاطر سپردن راحت‌تر این فرمول گفته‌می‌شود واریانس برابر است با «میانگین مجذور، منهای مجذور میانگین». واریانس متغیر کاتوره‌ای X را معمولاً با Var(X)‎ یا {\displaystyle \scriptstyle \sigma _{X}^{2}} یا به صورت ساده‌تر σ2 (تلفظ می‌شود سیگما-دو) نمایش می‌دهند.

### حالت گسسته
اگر {\displaystyle X}یک متغیر کاتوره‌ای با تابع جرم احتمال به این شکل باشد {\displaystyle x_{1}\mapsto p_{1},x_{2}\mapsto p_{2},\ldots ,x_{n}\mapsto p_{n}} آنگاه واریانس آن به این شکل محاسبه می‌شود.
{\displaystyle \operatorname {Var} (X)=\sum _{i=1}^{n}p_{i}\cdot (x_{i}-\mu )^{2},}
عبارت پیشین با معادله پایین معادل است:
{\displaystyle \operatorname {Var} (X)=\left(\sum _{i=1}^{n}p_{i}x_{i}^{2}\right)-\mu ^{2},}
در اینجا {\displaystyle \mu } امید ریاضی {\displaystyle X} است.
{\displaystyle \mu =\sum _{i=1}^{n}p_{i}x_{i}.}
واریانس {\displaystyle n}مقدار که از لحاظ احتمال با یکدیگر برابرند با عبارت پایین برابر خواهد بود:
{\displaystyle \operatorname {Var} (X)={\frac {1}{n}}\sum _{i=1}^{n}(x_{i}-\mu )^{2},}
در اینجا {\displaystyle \mu } میانگین {\displaystyle n}داده‌است:
{\displaystyle \mu ={\frac {1}{n}}\sum _{i=1}^{n}x_{i}.}
البته واریانس این {\displaystyle n} داده را بدون در نظرگرفتن میانگین آن‌ها هم می‌شود به شکل پایین محاسبه کرد:
{\displaystyle \operatorname {Var} (X)={\frac {1}{n^{2}}}\sum _{i=1}^{n}\sum _{j=1}^{n}{\frac {1}{2}}(x_{i}-x_{j})^{2}={\frac {1}{n^{2}}}\sum _{i}\sum _{j>i}(x_{i}-x_{j})^{2}.}

### حالت پیوسته
{\displaystyle {\begin{aligned}\operatorname {Var} (X)=\sigma ^{2}&=\int (x-\mu )^{2}f(x)\,dx\\[4pt]&=\int x^{2}f(x)\,dx-2\mu \int xf(x)\,dx+\int \mu ^{2}f(x)\,dx\\[4pt]&=\int x^{2}\,dF(x)-2\mu \int x\,dF(x)+\mu ^{2}\int \,dF(x)\\[4pt]&=\int x^{2}\,dF(x)-2\mu \cdot \mu +\mu ^{2}\cdot 1\\[4pt]&=\int x^{2}\,dF(x)-\mu ^{2},\end{aligned}}}
در اینجا میانگین یا {\displaystyle \mu } به این شکل محاسبه می‌شود:
{\displaystyle \mu =\int x\,f(x)\,dx\,,}

## خواص
واریانس همیشه نامنفی است:
{\displaystyle \operatorname {Var} (X)\geq 0.}

واریانس متغیر کاتوره‌ای ثابت همیشه صفر است به این معنی که:
{\displaystyle P(X=a)=1\iff \operatorname {Var} (X)=0.}

اگر به متغیر کاتوره‌ای مقداری ثابت اضافه شود در واریانس متغیر کاتوره‌ای جدید تغییری ایجاد نمی‌شود:
{\displaystyle \operatorname {Var} (X+a)=\operatorname {Var} (X).}

اگر متغیر کاتوره‌ای در مقداری ثابت ضرب شود، واریانس متغیر کاتوره‌ای جدید در مربع مقدار ثابت قبلی ضرب می‌شود:
{\displaystyle \operatorname {Var} (aX)=a^{2}\operatorname {Var} (X).}

واریانس ترکیب خطی دو متغیر کاتوره‌ای به این شکل محاسبه می‌شود:
{\displaystyle \operatorname {Var} (aX+bY)=a^{2}\operatorname {Var} (X)+b^{2}\operatorname {Var} (Y)+2ab\,\operatorname {Cov} (X,Y),}
{\displaystyle \operatorname {Var} (aX-bY)=a^{2}\operatorname {Var} (X)+b^{2}\operatorname {Var} (Y)-2ab\,\operatorname {Cov} (X,Y),}

به صورت کلی واریانس جمع {\displaystyle N} متغیر کاتوره‌ای به شکل پایین محاسبه می‌شود:
{\displaystyle \operatorname {Var} \left(\sum _{i=1}^{N}X_{i}\right)=\sum _{i,j=1}^{N}\operatorname {Cov} (X_{i},X_{j})=\sum _{i=1}^{N}\operatorname {Var} (X_{i})+\sum _{i\neq j}\operatorname {Cov} (X_{i},X_{j}).}

واریانس ترکیب خطی {\displaystyle N} متغیر کاتوره‌ای به شکل پایین محاسبه میشود:
{\displaystyle {\begin{aligned}\operatorname {Var} \left(\sum _{i=1}^{N}a_{i}X_{i}\right)&=\sum _{i,j=1}^{N}a_{i}a_{j}\operatorname {Cov} (X_{i},X_{j})\\&=\sum _{i=1}^{N}a_{i}^{2}\operatorname {Var} (X_{i})+\sum _{i\not =j}a_{i}a_{j}\operatorname {Cov} (X_{i},X_{j})\\&=\sum _{i=1}^{N}a_{i}^{2}\operatorname {Var} (X_{i})+2\sum _{1\leq i<j\leq N}a_{i}a_{j}\operatorname {Cov} (X_{i},X_{j}).\end{aligned}}}

اگر کوواریانس این متغیرهای کاتوره‌ای نسبت به هم صفر باشد یعنی {\displaystyle \operatorname {Cov} (X_{i},X_{j})=0\ ,\ \forall \ (i\neq j),} آنگاه:
{\displaystyle \operatorname {Var} \left(\sum _{i=1}^{N}X_{i}\right)=\sum _{i=1}^{N}\operatorname {Var} (X_{i}).}

## مثال

### تاس
اگر یک تاس داشته باشیم که احتمال آمدن هر عدد {\displaystyle {\frac {1}{6}}} باشد، آنگاه امید ریاضی تاس با {\displaystyle {\frac {(1+2+3+4+5+6)}{6}}}  برابر خواهد بود و واریانس تاس می‌شود:
{\displaystyle {\begin{aligned}\operatorname {Var} (X)&=\sum _{i=1}^{6}{\frac {1}{6}}\left(i-{\frac {7}{2}}\right)^{2}\\[5pt]&={\frac {1}{6}}\left((-5/2)^{2}+(-3/2)^{2}+(-1/2)^{2}+(1/2)^{2}+(3/2)^{2}+(5/2)^{2}\right)\\[5pt]&={\frac {35}{12}}\approx 2.92.\end{aligned}}}
به صورت کلی‌تر اگر یک متغیر گسسته کاتوره‌ای داشته باشیم که {\displaystyle n} مقدار بگیرد و احتمال هر کدام از این مقادیر {\displaystyle {\frac {1}{n}}} باشد، واریانس متغیر کاتوره‌ای ما برابر خواهد بود با: 

{\displaystyle {\begin{aligned}\operatorname {Var} (X)&=\operatorname {E} (X^{2})-(\operatorname {E} (X))^{2}\\[5pt]&={\frac {1}{n}}\sum _{i=1}^{n}i^{2}-\left({\frac {1}{n}}\sum _{i=1}^{n}i\right)^{2}\\[5pt]&={\frac {(n+1)(2n+1)}{6}}-\left({\frac {n+1}{2}}\right)^{2}\\[4pt]&={\frac {n^{2}-1}{12}}.\end{aligned}}}

### توزیع نرمال
توزیع نرمال با تابع چگالی احتمال {\displaystyle f(x)={\frac {1}{\sqrt {2\pi \sigma ^{2}}}}e^{-{\frac {(x-\mu )^{2}}{2\sigma ^{2}}}}} و پارامترهای {\displaystyle \mu } و {\displaystyle \sigma } به شکل زیر محاسبه می‌شود:
{\displaystyle \operatorname {Var} (X)=\int _{-\infty }^{\infty }{\frac {x^{2}}{\sqrt {2\pi \sigma ^{2}}}}e^{-{\frac {(x-\mu )^{2}}{2\sigma ^{2}}}}\,dx-\mu ^{2}=\sigma ^{2}}

### توزیع نمایی
توزیع نمایی با تابع چگالی احتمال {\displaystyle f(x)=\lambda e^{-\lambda x}} و پارامتر {\displaystyle \lambda } به شکل زیر محاسبه می‌شود، در این محاسبه {\displaystyle \mu =\lambda ^{-1}}:
{\displaystyle \operatorname {Var} (X)=\int _{0}^{\infty }x^{2}\lambda e^{-\lambda x}\,dx-\mu ^{2}=\lambda ^{-2}}

### توزیع پواسون
توزیع پواسون با تابع چگالی احتمال {\displaystyle {\displaystyle p(k)={\frac {\lambda ^{k}}{k!}}e^{-\lambda }}} و پارامتر {\displaystyle \lambda } به شکل زیر محاسبه می‌شود، در این محاسبه {\displaystyle \mu =\lambda }:
{\displaystyle \operatorname {Var} (X)=\left(\sum _{k=0}^{\infty }k^{2}{\frac {\lambda ^{k}}{k!}}e^{-\lambda }\right)-\mu ^{2}=\lambda }

### توزیع دوجمله‌ای
توزیع دوجمله‌ای با تابع چگالی احتمال {\displaystyle p(k)={n \choose k}p^{k}(1-p)^{n-k}}  و پارامتر {\displaystyle n} و  {\displaystyle p} به شکل زیر محاسبه می‌شود، در این محاسبه {\displaystyle \mu =np}:
{\displaystyle \operatorname {Var} (X)=\left(\sum _{k=0}^{n}k^{2}{n \choose k}p^{k}(1-p)^{n-k}\right)-\mu ^{2}=np(1-p)}

## واژه‌شناسی
فرهنگستان زبان فارسی، وردیدن از ریشه باستانی ورت (ورتیدن)، را بجای فعل to vary برگزیده است و از این فعل مشتقات وردایی (variance)،وردش (variation)، وردا (variant)، هم‌وردا (covariant)، هم وردایی (covariance)، ناوردا (invariant)، ناوردایی (invariance)، پادوردا (contravariance) را برساخته است.

## تخمین واریانس یک تابع
برای تخمین واریانس یک تابع از بسط تیلور آن به صورت پایین استفاده می‌کنند:
{\displaystyle \operatorname {Var} \left[f(X)\right]\approx \left(f'(\operatorname {E} \left[X\right])\right)^{2}\operatorname {Var} \left[X\right]}